# Frans Zwollo jr.
Frans Zwollo jr. (Amsterdam, 15 oktober 1896 – Arnhem, 24 oktober 1989) was een Nederlandse edelsmid en sieraadontwerper.

## Leven en werk
Zwollo was een zoon van de zilversmid Frans Zwollo sr. (1872-1945) en Maria Louisa Henriette van der Maas. Hij was vader van Paul Zwollo. Zwolle junior leerde de beginselen van het vak van zijn vader. Hij volgde opleidingen aan de Kunstgewerbeschule in Wuppertal, de Academie in Den Haag (1914-1916) en de Central School of Arts and Crafts in Londen.
Hij gaf in de jaren twintig zelf les aan de Central School of Arts and Crafts Douglas Cockerell in Londen. Na zijn terugkeer in Nederland was hij van 1929 tot 1961 als docent verbonden aan de Arnhemse Academie voor Beeldende Kunsten. Leerlingen van hem waren onder anderen Rudie Arens, Didi Goedhart, Joop Holthaus en Riet Neerincx.
Als kunstenaar hield hij zich bezig met emailleerwerk, sieraden ontwerpen en zilversmeedkunst. Hij maakte onder meer avondmaalszilver voor de Goede Herderkerk in Oosterbeek en liturgisch vaatwerk voor de Vrij-Katholieke Kerk in Den Haag.
Zwollo was, net als zijn vader, aanhanger van de theosofie. Hij was lid van de Boeddha
Loge van de Theosophical, vrijmetselaar en priester in de Vrij-Katholieke Kerk. Hij overleed kort na zijn 93e verjaardag.

## Erkenning
Zwollo won een zilveren medaille bij tentoonstellingen in Parijs (1925) en Antwerpen (1935).